# Toyota Fun Cargo
El Toyota Funcargo fue introducido en el mercado japonés en agosto de 1999 (siete meses después de la introducción del Toyota Vitz, del cual está basado, al igual que otros modelos, como el Toyota bB de su época). Fuera de Japón se le conoció como Toyota Yaris Verso.
El Funcargo posee un formato más adecuado a otro tipo de usos que le puede dar una familia, ya que el espacio puede ser distribuido de tal manera que uno puede cargar bicicletas, mesas de camping, entre otros, por ende fue un vehículo utilizado ampliamente por personas que hacen viajes ocasionales. En otros mercados donde se ofreció este modelo se le llamó "Yaris Verso" para que tuviese conexión respecto a los modelos "Yaris" que se producían, haciendo una similitud y captando compradores.
Los motores disponibles fueron el 2NZ-FE de 1300cc (tracción delantera solamente) y el 1NZ-FE de 1,5 L (tracción delantera y 4WD disponible), estos motores no se cambiaron ni se agregaron otros durante la disponibilidad del vehículo, la única caja de cambios disponible era una automática de 4 velocidades puesta en la columna del volante. En agosto del 2002 se actualizaron varias partes, como la delantera, y algunas otras secciones del vehículo (ese periodo de actualizaciones también pasó por el Toyota Vitz y el Toyota Platz).
Toyota lanzó una versión limitada de 350 unidades del Funcargo VF130, el cual tenía una apariencia retro (recordando al Citroën 2CV, conocido en Sudamérica como "Citroneta") y colores especiales, adaptado especialmente por Modellista. El Funcargo se descontinuó finalmente en el 2005 con la introducción de su sucesor, el Toyota Ractis.

## Galería de imágenes
|                   |
| Fun Cargo (Japón) |

|                                     |
| Vista trasera del Fun Cargo (Japón) |

Información
Marca: Toyota
Modelo: Funcargo
Años: 1999 - 2005 (descontinuado)
Motores: 1300cc (2NZ-FE) / 1500cc (1NZ-FE)
Tracción: Delantera / 4WD
Capacidad estanque combustible: 45 L
Rango rendimiento de combustible: 14,6 km/L ~ 18 km/L (aprox.)
N° de puertas: 5
Sistema de dirección: Hidráulico
Posición del volante: Derecha
Transmisiones: Automática (4 velocidades)
Rango de precio: A - C
Disponibilidad: Alta
Sucesor: Toyota Ractis (primera generación)
- Datos: Q2064620
- Multimedia: Toyota Yaris Verso / Q2064620